# Знаменка (Брянская область)
Знаменка — посёлок в Комаричском районе Брянской области. Входит в состав Усожского сельского поселения.

## История
В 1964 г. Указом Президиума ВС РСФСР посёлок Стегайловка  переименован в Знаменку.

## Население
| 2010 | 2013 |
| ---- | ---- |
| 0    | →0   |